# Dick Lövgren
Dick Lövgren (Danzica, 11 novembre 1980) è un bassista svedese, dal 2001 membro del gruppo metal Meshuggah.

## Biografia
Nei primi periodi rimase molto impressionato dal bassista dei Metallica Cliff Burton, affermando che "fu probabilmente il motivo principale per il quale diventai bassista". Dick è un musicista di scuola jazz, ispirato da Dave Holland, John Scofield, Medeski Martin and Wood, Miles Davis e Brad Mehldau. Solitamente preferisce suonare il basso con le dita, ma con la sua band principale, i Meshuggah, usa principalmente il plettro, dichiarando che il suono da esso prodotto e della distorsione sono esattamente ciò che la band richiede dal basso. Prima di entrare nei Meshuggah, Dick militò in diverse band svedesi tra cui Time Requiem, Last Tribe, Cromlech, e Armageddon (insieme al chitarrista degli Arch Enemy Christopher Amott). Inoltre, alla fine degli anni '90, fece da turnista per gli Arch Enemy e In Flames. Dick entrò nei Meshuggah nel 2004 subito dopo l'uscita di Gustaf Hielm nel 2001. In ogni caso, non suonò il basso nelle sessioni di registrazione fino al 2008, anno di uscita dell'album obZen. Ha anche registrato un album con lo Swedish Nica Group Ensemble dal titolo Lounge. Tutti i brani furono composti da lui stesso, dimostrando le sue grandi capacità compositive e tecniche anche nel Jazz.
Nel Settembre 2010 fu ammesso nell'Università della Musica di Göteborg per studiare improvvisazione e composizione con il contrabbassista svedese Anders Jormin, arrangiatore e bandleader che ha collaborato con numerosi artisti jazz, tra cui Charles Lloyd, Elvin Jones, Gilberto Gil, Joe Henderson e Jon Balke.

## Strumentazione
Dick è endorser della Warwick, che utilizza da quando era teenager. Possiede numerosi bassi fretted e fretless. Per quanto riguarda l'attività con i Meshuggah, Dick ha utilizzato prevalentemente, fino al 2016, 3 Warwick. Il primo è un Dolphin Pro I 5 corde custom, soprannominato "Diavolo" per l'intarsio a forma di croce invertita: è stato il suo basso principale per la maggior parte dei brani. Utilizzava anche un Dolphin Pro II Broadneck 5 corde, anch'esso custom, per la registrazione del brano "Obzen", accordato diversamente dal precedente. E infine un Warwick Stryker 4 corde, accordato in una terza accordatura diversa dalle precedenti, per la registrazione di "Bleed". Lo Stryker è l'unico dei 3 Warwick a non essere uno strumento custom, ma è uscito di produzione dopo una disputa tra Gibson e Warwick a causa della somiglianza del corpo dello Stryker con quello del più noto Thunderbird.
A partire dal 2015, Lövgren è passato a Zon. Possiede infatti uno Zon Sonus 5, divenuto il basso principale per le registrazioni di The Violent Sleep of Reason. Attualmente live tende ad utilizzare come basso principale un secondo Zon, completamente custom creato unicamente per lui, denominato "DLX5".
Per quanto riguarda l'amplificazione e l'effettistica, Dick ha utilizzato fino al 2016 un processore digitale Axe Fx II, utilizzando due segnali miscelati, uno pulito e l'altro distorto. Dal 2016 in poi ha iniziato ad utilizzare degli effetti analogici. La sua pedaliera attualmente comprende, nell'ordine, un Aguilar Agro, un Darkglass Microtubes Vintage e un Aguilar Tone Hammer.

### Bassi
Attualmente con i Meshuggah utilizza Zon, mentre i bassi fretless e fretted a sei corde sono stati utilizzati per la registrazione dell'album Jazz fusion Lounge. Inoltre, utilizza corde DR.
- 1x Sonus 5-string
- 1x DLX5 5-string
- 1x Stryker 4-string
- 4x Dolphin SN 5-stringers
- 1x Dolphin Pro I (5-string)
- 1x Dolphin Pro II
- 1x Infinity (5-string)
- 1x Corvette (5-string)
- 1x fretless Infinity (5-string)
- 1x fretless Thumb (6-string)
- 2x Streamer LX 6-stringers

### Amplificatori ed effetti
- Aguilar Agro
- Aguilar Tone Hammer
- Darkglass Microtubes Vintage
- Fractal Axe-Fx II
- Warwick Hellborg PR 40 Amplifier
- Warwick Hellborg MP 25 Amplifier
- Warwick WCA Hellborg CC 115 Cabinet
- EBS Fafner Head
- EBS ProLine Cabinet
- EBS MetalDistortion pedal
- EBS DynaVerb pedal
- EBS OctaBass pedal
- EBS UniChorus pedal
- EBS WahOne pedal

## Discografia

### Album in studio
- 2008 - obZen
- 2012 - Koloss
- 2016 - The Violent Sleep of Reason
- 2022 - Immutable

### Raccolte
- 2009 - The Singles Collection